# Erntegebet
Zeremonien des Erntegebets sind von Asien über Europa bis Amerika verbreitet. Ursprünglich ist das Erntegebet die an Gott oder eine spezifische Natur-, Landwirtschafts- bzw. Fruchtbarkeitsgottheit gerichtete Bitte um eine gute Ernte, die in bäuerlichen Gesellschaften vor allem im Frühjahr gebräuchlich war. Sie ist es vielfach bis heute, wofür es eigene Festtage oder -Wochen gibt. In Europa sind das einerseits die Bitttage, die Rogate (Sonntage der Osterzeit) und regionale Bräuche, andererseits die Erntedankfeste.
In Süd- und Ostasien haben sich viele Riten zu Volksfesten gewandelt, manche weisen Beziehungen zum Wetterzauber auf.

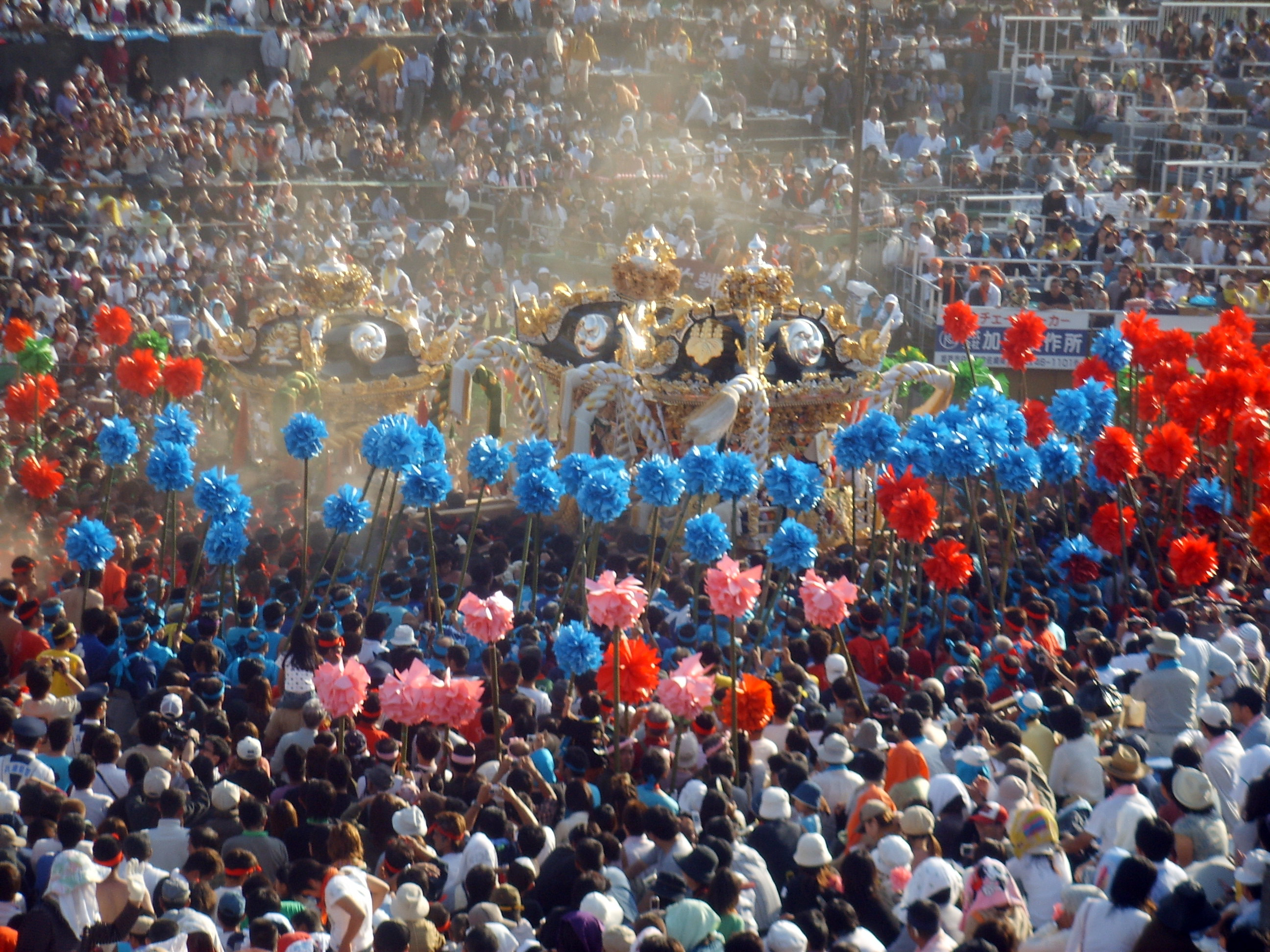
Das Kenka Matsuri-Erntefest in Japan

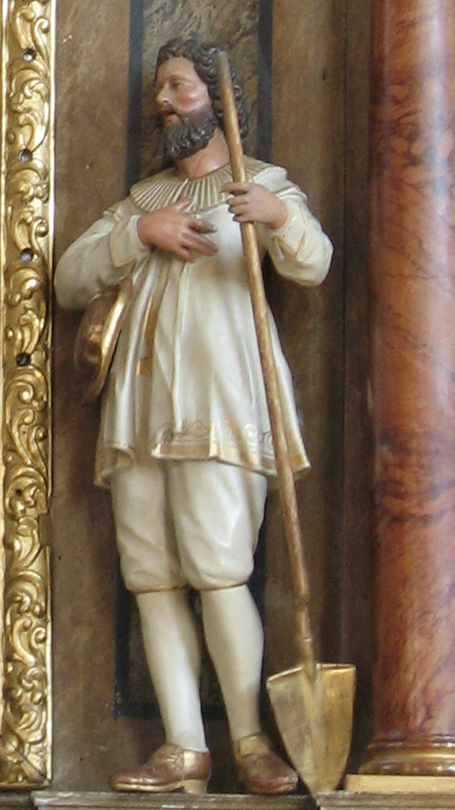
Isidor, Schutzpatron der Bauern. Vinazer Schule 1750, St. Peter, Südtirol

## Einführung
Während sich die Gebete in polytheistisch geprägten Kulturräumen hauptsächlich an Fruchtbarkeits- oder Wettergötter richten, bisweilen auch an Ahnen, gibt es im Juden- und Christentum oder Islam eigene – oft lokal geprägte – Riten und auch liturgisch gestaltete Feiern. In unwettergefährdeten Landstrichen sind Wettersegen, Hagel- oder Bittprozessionen Tradition, in säkularer Form Bräuche wie Hagelschießen oder ähnliches. Auch einige Heilige und Schutzpatrone  werden um gute Ernte oder zur Abwendung landwirtschaftlicher Schäden angerufen, etwa St. Leonhard, St. Notburga, der heilige Isidor von Madrid oder im Weinbau St. Veit. Manche Regionen kennen eigene Wallfahrten wie die Leonhardifahrt zum Gedeihen des Viehs und des Grünfutters.

## Altes Europa
Bei den Altgermanen wurden regional verschiedene Fruchtbarkeitsgottheiten angerufen, im altnordischen Skírnismál-Mythos etwa die Vanen. Vielfach waren die Könige für die Erntegebete (und auch für deren Erfolg) zuständig. Am Stentoftenstein von Blekinge (Südschweden) ist vermerkt, dass Hådulf ein „gutes Jahr“ gegeben habe – offenbar als erfolgreicher Vermittler zwischen der Fruchtbarkeitsgottheit und seinem Stamm. Besonders ausgeprägt war solches Sakralkönigtum in Uppland, wo sich die Dynastie der Ynglinger vom Gott Yngvi (Freyr) ableitete. Die Ynglinga saga berichtet sogar, dass ein König Domald geopfert wurde, um wiederholten Missernten ein Ende zu bereiten.

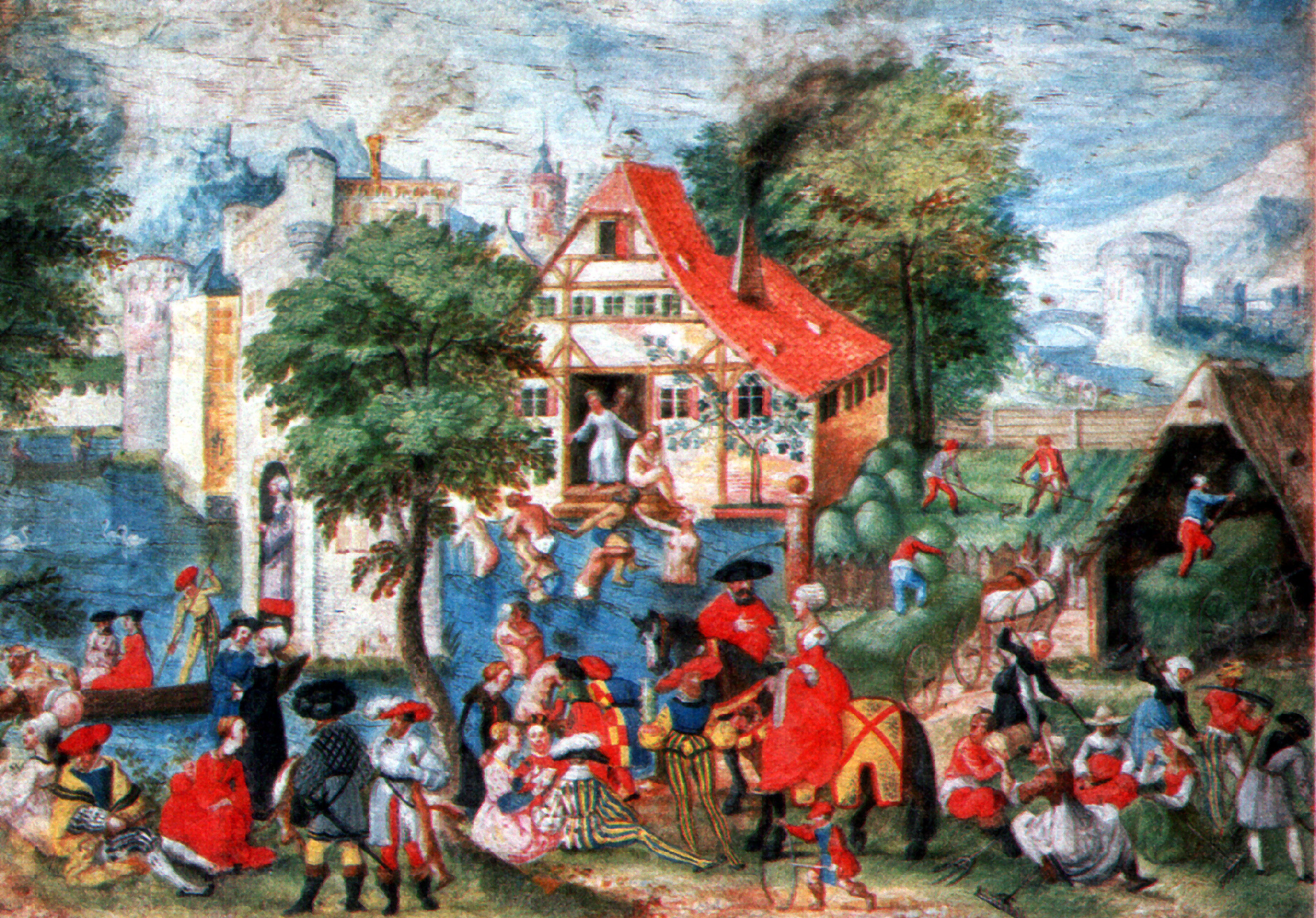
Frühjahr und Ernte. Jörg Breu d. Ä., um 1510

Während die Erntegebete vorwiegend im Frühjahr stattfanden, gab es auch später angesetzte Riten, etwa die Mittsommerfeste zur Sonnenwende – wohl auch zur Abwendung von Unwettern. In Finnland feierte man Juhannus zu Ehren der Gottheit Ukko, den Gott des Wetters, der Ernte und des Donners. In Irland wurde in der Sommermitte Lughnasadh gefeiert, um für eine gute Ernte zu beten.
Auch manche griechischen Dionysos-Feste kreisten um Vegetation und Ernte. Generell war in der griechischen Mythologie aber zunächst Priapos, ein Sohn des Dionysos und der Aphrodite, als Gott der Fruchtbarkeit Beschützer von Feldfrüchten, Vieh und Fischen. Am abendlichen Sommerhimmel wurde dem Sternbild Jungfrau ein guter Einfluss für das Einbringen der Ernte zugeschrieben.
In der slawischen Mythologie war ursprünglich Veles (Volos), einer der Hauptgötter, Patron der Fruchtbarkeit, Beschützer des Viehs und der Ernte. Später wurde diese Funktion auf den heiligen Blasius übertragen.
In der altrömischen Religion galt die Göttin Ops (ähnlich wie die griechische Rhea) als Personifikationen der Natur und stand daher für Erntesegen und die Fruchtbarkeit. Später wandte sich die römische Mythologie an Ceres, die Göttin des Ackerbaus, der Fruchtbarkeit und der Ehe.

## Afrika und Kanaren
Das Hauptfest der Guanchen, (Ureinwohner der kanarischen Inseln) war das Erntefest Beñesmen im Sommer, bei dem gesungen und getanzt wurde. Bis heute ist ihr Tanz „canario“ mit seinen kurzen, zügigen Schritten überliefert. Zur Zeremonie gehörte ein Festessen (guatativoa) und Wettkämpfe wie Steinheben oder Stockfechten (Vorläufer des heutigen Juego del Palo). Ob auch die rätselhaften Queseras der altkanarischen Majos als rituelle Opferplätze dienten, ist noch ungeklärt.

## Mittel- und Südamerika
In Mittelamerika deuten archäologische Forschungen darauf hin, dass zu den Maya, der Azteken und verwandter Völker bei einigen Stufentempeln um gute Ernte und Verschonung von Unwettern gebetet wurde. So war etwa Chaac als Regen- und Gewittergott bei den Mayas verantwortlich für Fruchtbarkeit und Ackerbau, aber auch der Sternen- und Windgott Huracán.
Bei den Azteken wurden im Frühling dem Fruchtbarkeitsgott Xipe Totec Menschenopfer für eine gute Maisernte gebracht. An Pfähle gefesselte Kriegsgefangene wurden mit Pfeilen durchbohrt und ihnen die Haut abgezogen, die 20 Tage vom Priester getragen wurde. So sollte das grüne Kleid des Frühlings symbolisiert werden und das Rascheln des Gewands an den Mais erinnern.
Über die alten Frühlingsriten in Südamerika ist relativ wenig bekannt, auch über jene der Inka-Fruchtbarkeitsgöttin Mama Allpa. In der Chimú-Kultur, die zwischen 1250 und 1470 den Norden Perus dominierte, schrieb man dem Mond und den Gezeiten das Gedeihen der Pflanzen und der Ernten zu. Eine beliebte Opfergabe in den Küstengebieten Ekuadors war die glänzende Spondylus-Muschel, die als Sinnbild von Meer, Regen und des Meeres und des Regens und damit als Fruchtbarkeitssymbol.

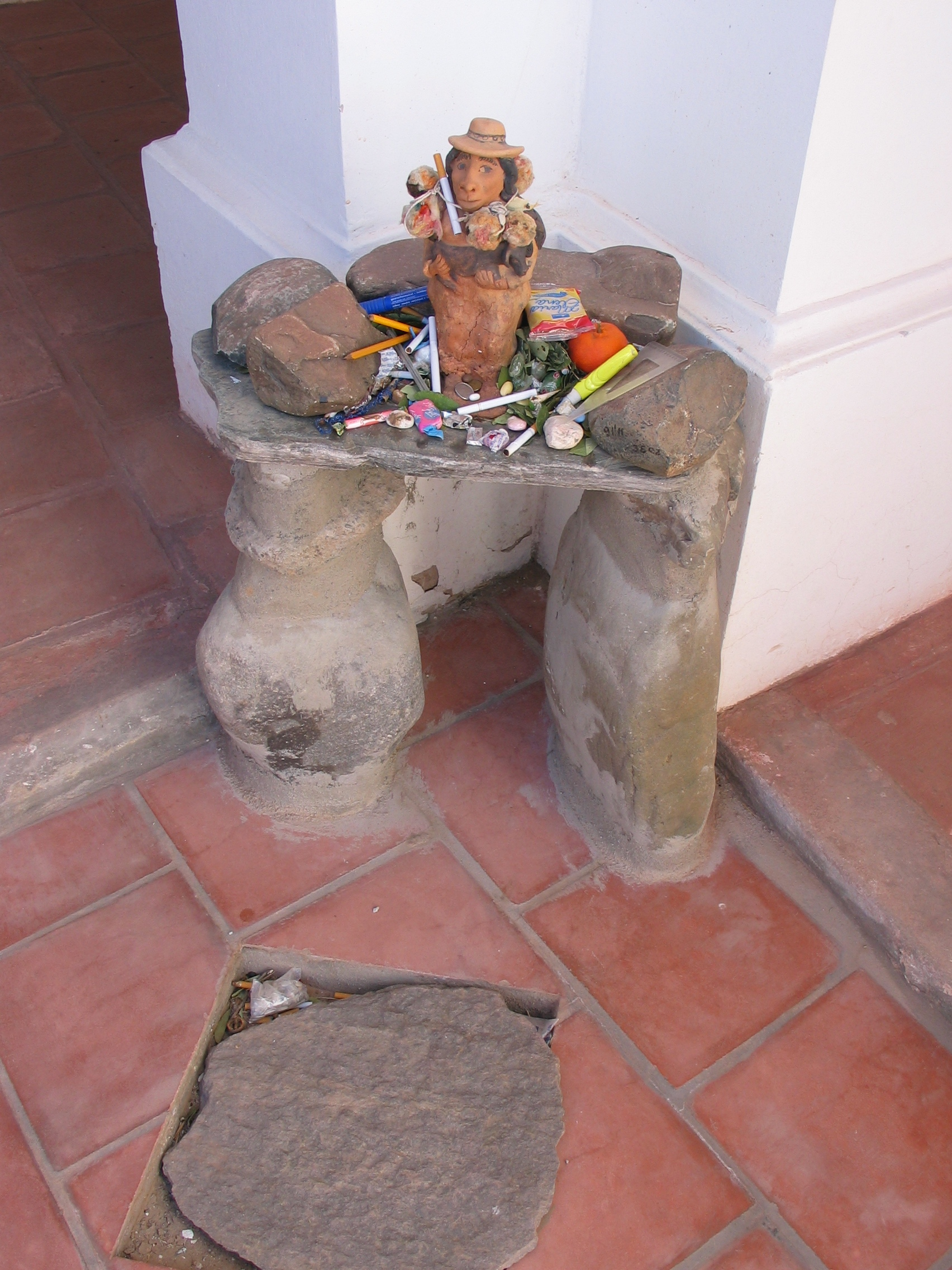
Kl. Pachama-Statue mit Opfergaben (Originalbilder gibt es keine)

Bei den Quechua-sprechenden indigenen Völkern im Andenraum Südamerikas war und ist Pachamama oder Mama Pacha die als Gottheit verehrte, personifizierte Mutter Erde oder auch „Mutter Welt“, die Leben in vielfacher Hinsicht schenkt. Sie gilt heute auch als Hoffnung auf gesamtheitliches Leben und wurde 2008 als Symbol dieses Prinzips in die neue Verfassung von Ecuador aufgenommen. In der Volksreligion vermischt sich die Gestalt teilweise mit Maria, der Mutter Gottes. Über das ganze Jahr (mit Ausnahme der Karwoche) pflegt man regional verschiedene Riten, auch entsprechend dem Agrarzyklus. Man bedankt sich für alles, was man erhalten hat, und bittet um eine gute Ernte. Kleine Opfergaben sind z. B. Cocablätter oder der erste Bissen jeder Mahlzeit.

Auf der Basis der Reziprozität und der Ausgewogensein mit dem gesamten Universum zielen die Riten und Gebete darauf, das Gleichgewicht der Kräfte in der Natur zu erhalten bzw. immer wiederherzustellen.

## Judentum
Eines der Erntefeste im Judentum ist das Fest der Erstlingsfrucht. Es markierte die Zeit, in der man das Opfer der Erstlingsfrucht bringen sollte, um für die Beendigung der Erntesaison zu danken. Als Symbol dafür  wurden Weintrauben, Korn, Öl, Wein und das erste Vlies dem Priester übergeben und von diesem als Opfer dargebracht, um JHWH für Regen und Fruchtbarkeit zu preisen.
Weil laut Apostelgeschichte das Erscheinen des Heiligen Geistes zum Zeitpunkt dieses Festes geschah, wird es i.a. dem christlichen Pfingstfest zugeordnet.
Das Darbringen der Erstlingsfrüchte und die Bitte um Gottes Huld wird schon im Tanach bei Kain und Abel beschrieben und im 3. Buch Mose beim Einzug Israels ins Gelobte Land rituell geregelt.

## Süd- und Ostasien

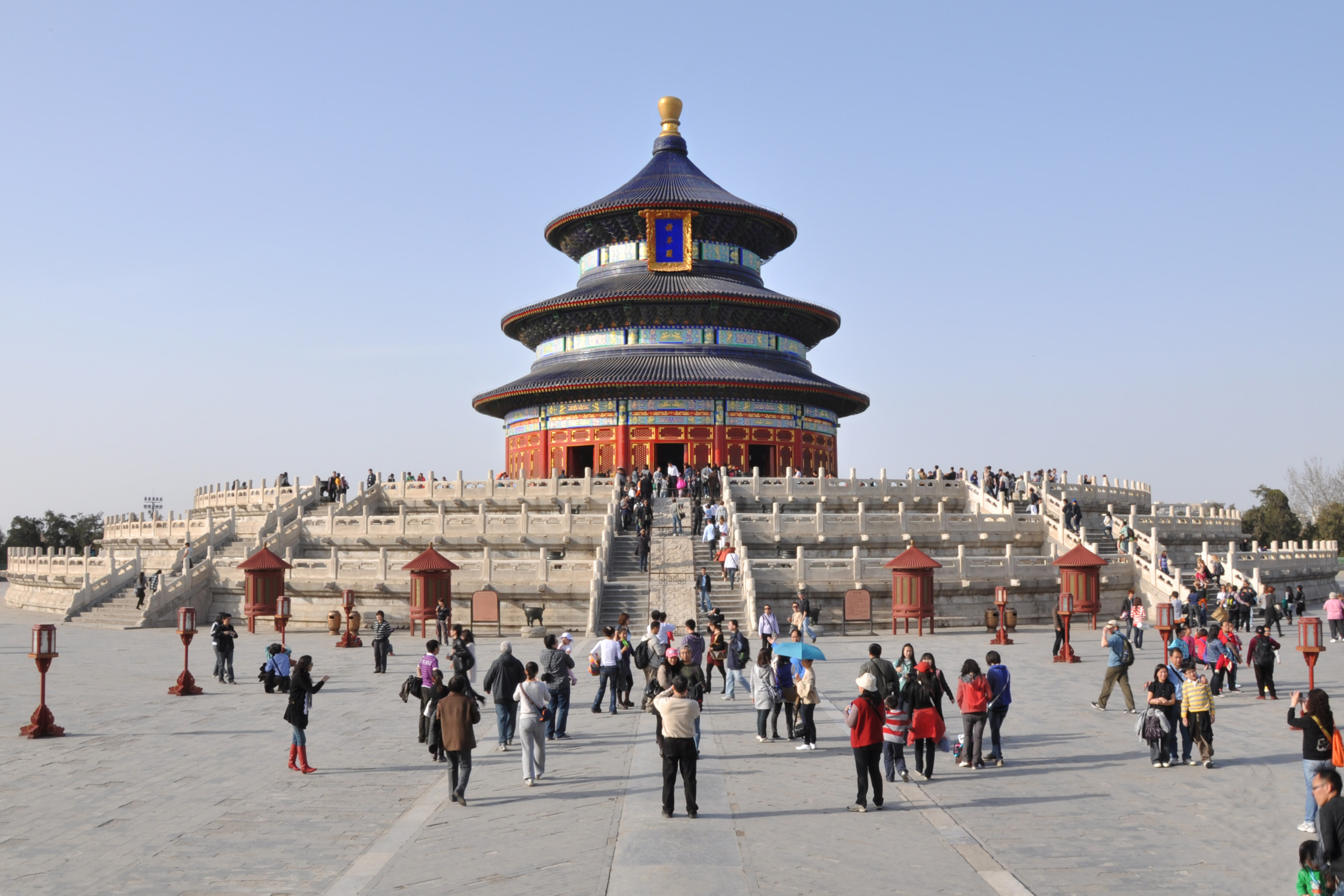
Halle des Erntegebets, Teil des Himmelstempels von Peking

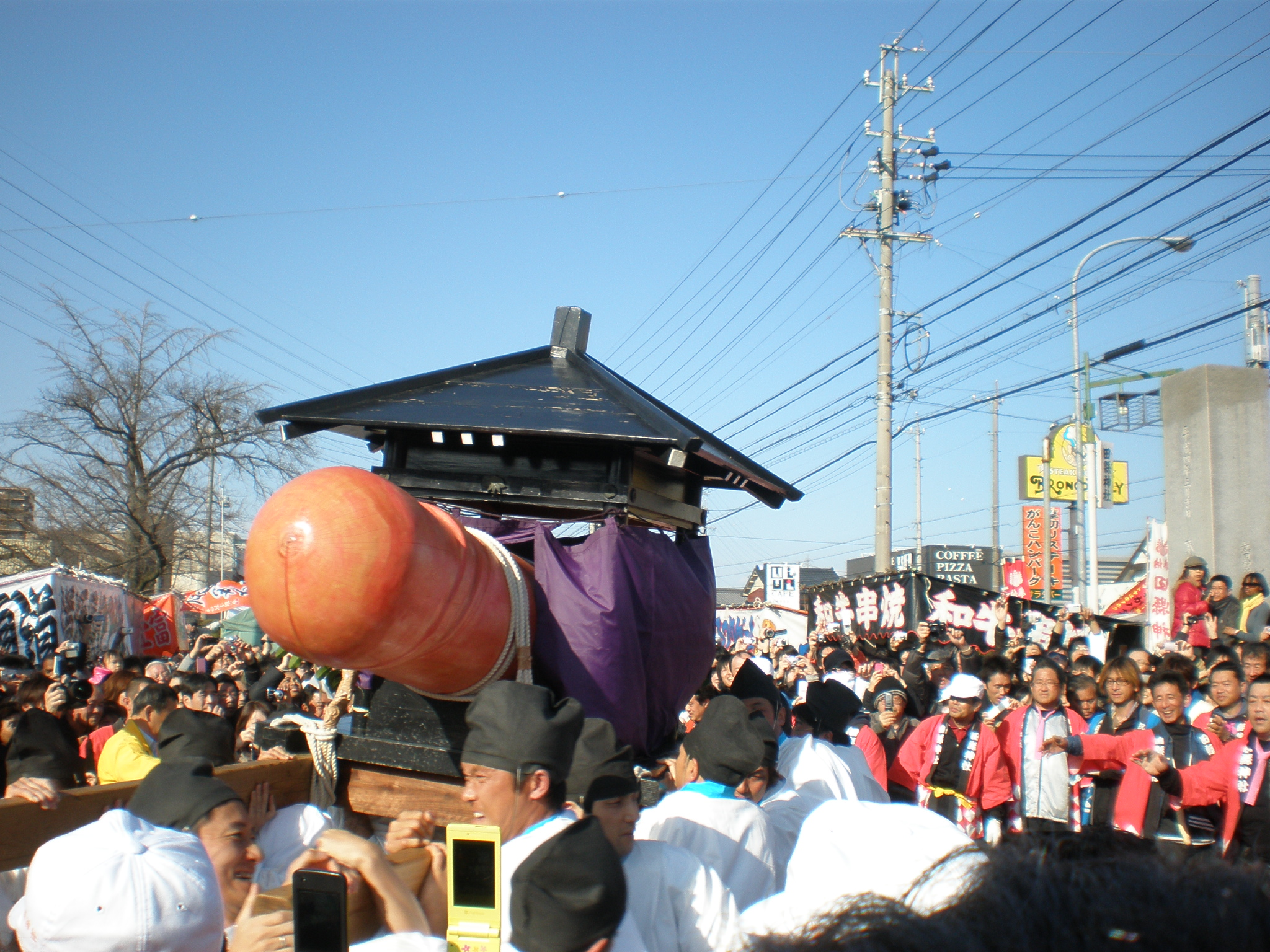
Hōnen Matsuri am Tagata-Schrein, Japan

Sehr viele Kulte zum Erntegebet existieren seit jeher in Südasien, China und Japan – besonders in den dicht bevölkerten Landstrichen. In Indien und dem umgebenden Regionen trägt der Hinduismus wesentlich zur Vielfalt der Riten bei, da er zahlreiche regionale Fruchtbarkeitsgottheiten kennt. Die indische Volksreligion erbittet eine gute Ernte nicht nur von den Gramadevatas (örtliche Gottheiten), sondern auch von Bhutas oder Naturgeistern. Die in Südindien und auf Ceylon lebenden Tamilen kennen mehrtägige Gebetszeiten, die gegen Jahresende ins Erntedankfest Pongal münden.
Die indischen Gebetstage des Makar Sankranti – wenn Mitte Januar die Wirkung der Sonnenwende (Sakranti) deutlich wird – finden regional in verschiedensten Formen statt. Der nach alter Hindu-Tradition segenbringende Zeitabschnitt wird z. B. in Gebieten des Zuckerrohr-Anbaus schon als Erntedank gefeiert. Durch allgemeines Verschenken von Zuckerkuchen und den Spruch „Nimm dieses süße Teil und sprich süße Worte“ sollen etwaige Feindschaften enden und der zyklische Wandels in der Natur die spirituelle Entwicklung des Einzelnen anregen.
Im Norden Indiens und im Pandschab, wo dies die kälteste Jahreszeit ist, feiert man hingegen Lohri mit Tänzen um ein Freudenfeuer.
In Chinas Hauptstadt Peking gibt es im Tempelbezirk des Himmelstempels eine eigene, um 1420 erbaute Halle des Erntegebets. In diesem 38 m hohen Bauwerk nach Art eines buddhistischen Stupa nahmen im Frühjahr die Kaiser von China persönlich die Riten zum Erntegebet vor. Der Erntealtar in der Pekinger Kaiserstadt Huangcheng wurde 1421 in der Ming-Zeit gegenüber dem Kaiserlichen Ahnentempel angelegt.

## Japan
In Japan trifft man sich allerorts zu herbstlichen Gebeten und Riten anlässlich der Reisernte. Diese Events hängen auch mit den Matsuri-Volksfesten zusammen und finden überwiegend am örtlichen Shintō-Schrein oder bei buddhistischen Tempeln statt.
Wie andernorts gibt es auch Frühlings-Erntegebete im Februar, von denen jene im Heiligtum von Ise am Schrein der Toyouke am bekanntesten sind. Nach dem Ise-Festkalender beginnt eine Gebetswoche für eine erfolgreiche Ernte am 17. Februar unter Teilnahme eines kaiserlichen Abgesandten, die ihre Fortsetzung am 14. Mai und 4. August als Gebet für milde Winde und mit Opfergaben für ein der Ernte zuträgliches Wetter findet. Am Frühlingsäquinoktium (20. März) wird in den Misono-Feldern des Heiligtums für eine erfolgreiche Ernte gebetet, und vom 15. bis zum 17. Oktober in der Kanname-sa-Zeremonie mit dort geernteten frischen Reisähren das Erntedankfest gefeiert.
Ein anderes Fruchtbarkeitsfest ist Hōnen-Matsuri (jap. 豊年祭), was „reiches Erntejahr“ bedeutet. Diese Form des Matsuri ist in einigen Teilen Japans ein jährlicher Feiertag am Sonntag vor dem 15. März. Die zwei bekanntesten Feste finden beim Tagata-Schrein in der Stadt Komaki nördlich von Nagoya statt, bzw. am Ōagata-Schrein in Inuyama, ebenfalls in der Präfektur Aichi. Das Fest und seine Zeremonien feiern die Segnungen einer reichen Ernte, den neuen Sake (Reiswein) und den aus der Fruchtbarkeit folgenden Wohlstand.

Zu traditioneller Gagaku-Musik führt danach eine Prozession traditionell gekleideter Teilnehmer zwei Göttersänften Mikoshi mit einer Statue des Gottes Takeinadane-no-mikoto und einem 2 Meter langen hölzernen Phallus umher, den die Träger unterwegs hin und her schwenken. Shintō-Priester sprechen Gebete, segnen die Teilnehmer und überschütten sie dann mit kleinen Reiskuchen (Mochi).
In der Antike kannte auch Vorderasien zahlreiche Fruchtbarkeitszeremonien, insbesondere in Mesopotamien (siehe auch den Artikel Stufentempel). Neben Gebets- und Opferriten im Frühling wurden im späteren Jahresverlauf – wie auch im Judentum – die Jahreserstlinge dankbar gefeiert. Auf sumerisch hießen die Feiern nesag, auf akkadisch Nisannu und im Hebräischen bikkurim. Das Alte Testament verwendet letztgenanntes Wort auch in Verbindung mit dem Viehopfer der Erstgeburt.